# بوب وليامز (سياسي)
بوب وليامز (بالإنجليزية: Bob Williams)‏ هو سياسي أمريكي، ولد في 10 سبتمبر 1951 في كلاركسبورغ في الولايات المتحدة. حزبياً، نشط في الحزب الديمقراطي. وقد انتخب عضو مجلس ولاية فيرجينيا الغربية.